# 香港應用科技研究院
香港應用科技研究院（應科院）由香港特別行政區政府於2000年成立，其使命是透過應用科技研究提升香港的競爭力。應科院的主要科技研發領域可歸納於五個技術部門，包括：先進電子元件及系統、人工智能及可信技術、通訊技術、智能感知與控制技術、物聯網感測與人工智能技術。而技術研發主要應用在六項重點範疇：智慧城市、金融科技、新型工業化及智能製造、數碼健康科技、專用集成電路及元宇宙。應科院至今已將約1,600項技術轉讓給業界，並於中國內地、美國及其他國家獲授接近1,200項專利。

## 發展
過去數十年，應科院成功把多項科技和對策方案轉移至多間以香港和內地為基地的企業。應科院與業界共有五個合作模式:
- 創新及科技基金資助平台項目: 應科院擁有所有知識產權，但業界夥伴可以非獨家特許授權知識產權。
- 業界合作項目: 應科院及合作夥伴雙方均投入基金和其他資源。
- 合約研究項目: 業界夥伴須負責全部研發成本，研究項目會按業界夥伴個別需要而制定。
- 創新及科技基金資助種子項目: 前瞻性和探索性質的研發項目，為將來的項目奠下基礎。
- 業務分拆: 業界夥伴或投資者收購技術，全權負責把技術市場化。

## 歷史
應科院的重要發展時間表：
- 香港特別行政區政府於2000年1 月成立應科院
- 香港特別行政區政府於2000年4月宣佈成立應科院
- 應科院於2001年開始營運
- 2001年5 月，成立香港賽馬會中藥研究院為附屬公司
- 2003年6 月首次錄得收入
- 2004年4月成功完成首項業務分拆，出售旗下光子技術公司予新科實業有限公司。
- 2005年4 月獲批首項美國專利
- 2005年12月，把無線電技術轉移予業界應用
- 2006年4月，把WiFi無線上網技術轉移予業界應用
- 2006年4月獲創新科技署指定為資訊及通訊技術研發中心，專注於四個技術領域：通訊技術、消費電子、集成電路和光電子。
- 於2008年成立應科院科技研究（深圳）有限公司為全資子公司
- 2008年12 月獲批首項中國專利
- 至2009年， 累計獲批專利數目增至50 項
- 於2012年獲國家科學技術部批准，與南京東南大學合作成立國家專用集成電路系統工程技術研究中心 (香港分中心)。
- 至2015年3月，累計獲批專利數目逾500 項
- 2016年6月，首次舉行大規模暑假實習計劃，合共培訓了37名學員。
- 2016年6月，與萬維數碼有限公司於成立聯合研發中心，在三維影像和其他創新研發中取得突破。
- 2016年7月，與香港警務處於共同成立「網絡安全研究與培訓中心」，提供網絡安全培訓服務。
- 2016年9月，與南通先進通信技術研究院有限公司成立聯合實驗室，專注研發新一代無線網絡技術。
- 香港金融管理局（金管局）委託應科院進行分佈式分類帳技術研究計劃，並於2016年11月發表白皮書。
- 2022年1月推出「金融科技未來領袖學院」培育金融科技人才。
- 2022年3月，推出「精英科技人才招聘計劃」，設晉升計劃及獎學金，以吸引和留住科技人才。
- 2022年11月，成立微電子技術聯盟。
- 自2023年1月起，先後與香港科技大學、香港大學、香港城市大學以及香港理工大學開辦「兼讀博士生工作計劃」。
- 2023年4月，成立智慧出行車聯網技術聯盟。
- 2023年4月，「創新科研中心」開幕。
- 2023年6月，與港鐵公司簽訂合作備忘錄，善用創新科技攜手打造智慧鐵路。
- 2023年11月，與房屋局簽訂合作備忘錄，善用創新科技應對房屋挑戰。
- 2024年1月，深圳應科院落戶福田，成為香港首家在河套區設據點的公營研發機構。
- 2024年2月，成立金融科技與永續發展聯盟。
- 2024年4月，發表香港首份有關聯網自動駕駛汽車發展的研究報告。
- 2024年6月，與入境處簽署合作備忘錄。
- 2024年6月，跨境智慧網聯自動駕駛河套啟動測試。
- 2024年7月，成立建築及房地產科技聯盟。

創新科技署於2024年11月指，有計劃合併應科院與納米及先進材料研發院以節省開支，預計2025至2026年度啟動過渡安排。

## 董事局
應科院由行政總裁領導，並由來自工商界、學術界及香港特區政府代表組成的董事局管治。董事局成立了三個功能委員會，即財務與行政委員會、科技委員會及審計委員會，以協助董事局管治應科院。
現任董事局成員包括:
- 主席: 李惠光工程師，銅紫荊星章，太平紳士
- 董事: 陳俊光教授、趙汝恒教授、鄒金根先生、鄭淑嫻教授(榮譽勳章)、趙子翹先生(太平紳士)、周博軒博士、何超平先生、何達先生、李錦雄工程師、馬衡先生、吳漢瑜先生、吳民卓博士、伍煥杰先生(太平紳士)、戴劍寒博士（工程師）、湯達熙先生、黃定發教授、黃錦沛先生（銅紫荊星章，太平绅士）
- 官守董事: 創新科技及工業局常任秘書長麥德偉先生（太平紳士），創新科技署署長李國彬先生（太平紳士）

## 高級行政人員
- 行政總裁: 孫耀達博士工程師, MH
- 首席科技官: 黃莹博士
- 首席營運官: 莊偉泉工程師
- 首席財務總監: 容慧琪女士

## 重點研發範疇
應科院的主要科技研發項目可歸納於七個科技領域:
- 先進電子元件及系統
- 人工智能及可信技術
- 通訊技術
- 智能感知與控制技術
- 物聯網感測人工智能技術

運用以上科技部門的研發能力，應科院重點發展五個範疇的應用研究: 
- 智慧城市：智能網絡、智能出行、智能生活
- 金融科技：網絡安全、區塊鏈、大數據分析、人工智能和深度學習
- 新型工業化及智能製造：機器視覺、信息物理系統、傳感、智能能源和功率電子、時間敏感網絡系統（5G+TSN）、5G雲機器人
- 數碼健康科技：小型診斷設備、醫療圖像分析、生物信息學計算
- 專用集成電路：三維集成芯片、第三代半導體、人工智能及物聯網芯片
- 元宇宙：聊天機器人、AR/VR/MR/XR、區塊鏈

## 聯合研發實驗室及合作中心
應科院或會因應與其他機構合作、或為特定目標，而成立多個研發實驗室，其中包括: 
國家專用集成電路系統工程技術研究中心香港支部: 圍繞微電子和集成電路與系統的研發，在混和合信號系統芯片、先進數碼系統和封裝設計三個方向上開展科學研究、工程轉化和人才培養等工作。
應科院網絡安全研究與培訓中心: 香港首個可以監察及模擬各地網絡攻擊情況的研究與培訓中心。中心由應科院及香港警務處合作成立，旨在為執法部門和金融機構的網絡安全人員提供最先進的培訓。
應科院網絡安全研究所: 專為網絡安全而設的研發與知識共享研究所。應科院的世界級研發團隊，深入調查最新的網絡攻擊，並透過應科院的網絡安全資訊共享平台「ASLintel」交換情報。
應科院─香港國際機場智能機場聯合研發中心
金管局─應科院金融科技創新中心
中銀香港－應科院金融科技聯合創新中心
滙豐銀行－應科院聯合硏發創新實驗室

## 外部連結
- https://www.astri.org/tc/about/corporate-info/ （页面存档备份，存于）
- https://www.astri.org/tc/technologies/ （页面存档备份，存于）
- https://www.astri.org/tc/about/organisation/ （页面存档备份，存于）